# Comtat de Kerry
El comtat de Kerry o Contae Ciarraí (nom oficial en gaèlic irlandès) és un comtat de la província de Munster (República d'Irlanda). Se'l coneix informalment com «El Regne» (The Kingdom). Ocupa una extensió de 4.746 km². La capital és Tralee. Limita a l'est amb el comtat de Limerick i amb el comtat de Waterford
El comtat és conegut per una ruta anomenada "Ring of Kerry" (l'anell de Kerry), on es poden contemplar alguns dels més bells paisatges de l'illa. El comtat també és seu d'un dels equips de futbol gaèlic més importants del país.

## Ciutats i viles
- Abbeydorney - Mainistir Ó dTorna
- Annascaul - Abhainn an Scáil
- Ardfert - Ard Fhearta
- Ballinskelligs - Baile an Sceilg
- Ballybunion - Baile an Bhuinneánaigh
- Ballyduff - An Baile Dubh
- Ballyferriter - Baile an Fheirtéaraigh
- Ballyheigue - Baile Uí Thaidhg
- Ballylongford - Béal Átha Longfoirt
- Ballymacelligott - Baile Mhic Eileagóid
- Blennerville - Cathair Uí Mhóráin
- Brosna - Brosnach
- Caherdaniel - Cathair Donall
- Cahersiveen - Cathair Saidhbhín
- Camp - An Com
- Castlecove - An Siopa Dubh
- Castlegregory - Caisleán Ghriaire
- Castleisland - Oileán Ciarraí
- Castlemaine - Caisleán na Mainge
- Causeway - An Tóchar
- Cordal - Cordal
- Currans - Na Coirríní
- Currow - Corra
- Derrymore - Doire Mór
- Derrynane - Doire Fhíonáin
- Dingle - An Daingean
- Duagh - Dubháth
- Dunquin - Dún Chaoin
- Farranfore - An Fearann Fuar
- Fenit - An Fhianait
- Feothanach - An Fheothanach
- Finuge - Fionnúig
- Glenbeigh - Gleann Beithe
- Gneeveguilla - Gníomh go Leith
- Kenmare - Neidín
- Kilcummin - Cill Chuimín
- Kilflynn - Cill Flainn
- Kilgarvan - Cill Gharbháin
- Killarney - Cill Airne
- Killorglin - Cill Orglan
- Kilmoyley - Cill Mhaoile
- Knightstown - Baile an Ridire
- Knocknagoshel - Cnoc na gCaiseal
- Lispole - Lios Póil
- Lisselton - Lios Eiltín
- Listowel - Lios Tuathail
- Lixnaw - Leic Snámha
- Lyracrumpane - Ladhar an Chrompáin
- Milltown - Baile an Mhuilinn
- Moyvane - Maigh Mheáin
- Portmagee - An Caladh
- Rathmore - An Ráth Mhór
- Scartaglen - Scairteach an Ghlinne
- Sneem - An tSnaidhm
- Tarbert - Tairbeart
- Tralee - Trá Lí
- Tuosist - Tuath Ó Siosta
- Valentia Island - Dairbhre
- Ventry - Ceann Trá
- Waterville - An Coireán

## Situació de l'irlandès
Hi ha 6.083 parlants d'irlandès al comtat de Kerry, dels quals 4.978 són parlants nadius de la Gaeltacht. No s'hi compten els 1.105 alumnes de les quatre Gaelscoils (escoles primàries en irlandès) i les dues Gaelcholáiste (escoles secundàries en irlandès) fora de la Gaeltacht de Kerry. RTÉ Raidió na Gaeltachta té un estudi a Baile na nGall a la gaeltacht de Kerry occidental.